# Geelkruinkwak
De geelkruinkwak (Nyctanassa violacea, synoniem: Nycticorax violaceus)  is een vogel uit de familie van de reigers uit Midden-Amerika. De wetenschappelijke naam van de soort werd in 1758 als Ardea violacea gepubliceerd door Carl Linnaeus.

## Kenmerken
De geelkruinkwak wordt ongeveer 60 cm groot en bereikt een gewicht van om en nabij 625 gram. De vogel heeft een witte tot lichtgele kruin en witte rug. Zodra het broedseizoen aanvangt kleurt de kruin vaak naar een opvallende gele kleur waaraan ze hun naam te danken hebben. Ook heeft hij witte wangen op de voor de rest zwarte kop. De geelkruinkwak heeft een relatief korte spitse donkergrijze snavel.
Het verenkleed van de vogel is lichtgrijs. De veren op de vleugels hebben donkere uiteinden. De poten van de vogel zijn boven de "knieën" geel en gaan daaronder over in een grijze tarsus. Het mannetje en het vrouwtje hebben hetzelfde uiterlijk (geslachten gelijk).
Het verenkleed van de jongen wijkt nog sterk af van dat van de volwassenen. In plaats van grijs zijn de jonge vogels bruin. De jongen hebben gele ogen terwijl de volwassen vogels opvallend rode ogen hebben. Na twee jaar krijgen ze het volwassen verenkleed.

## Afbeeldingen

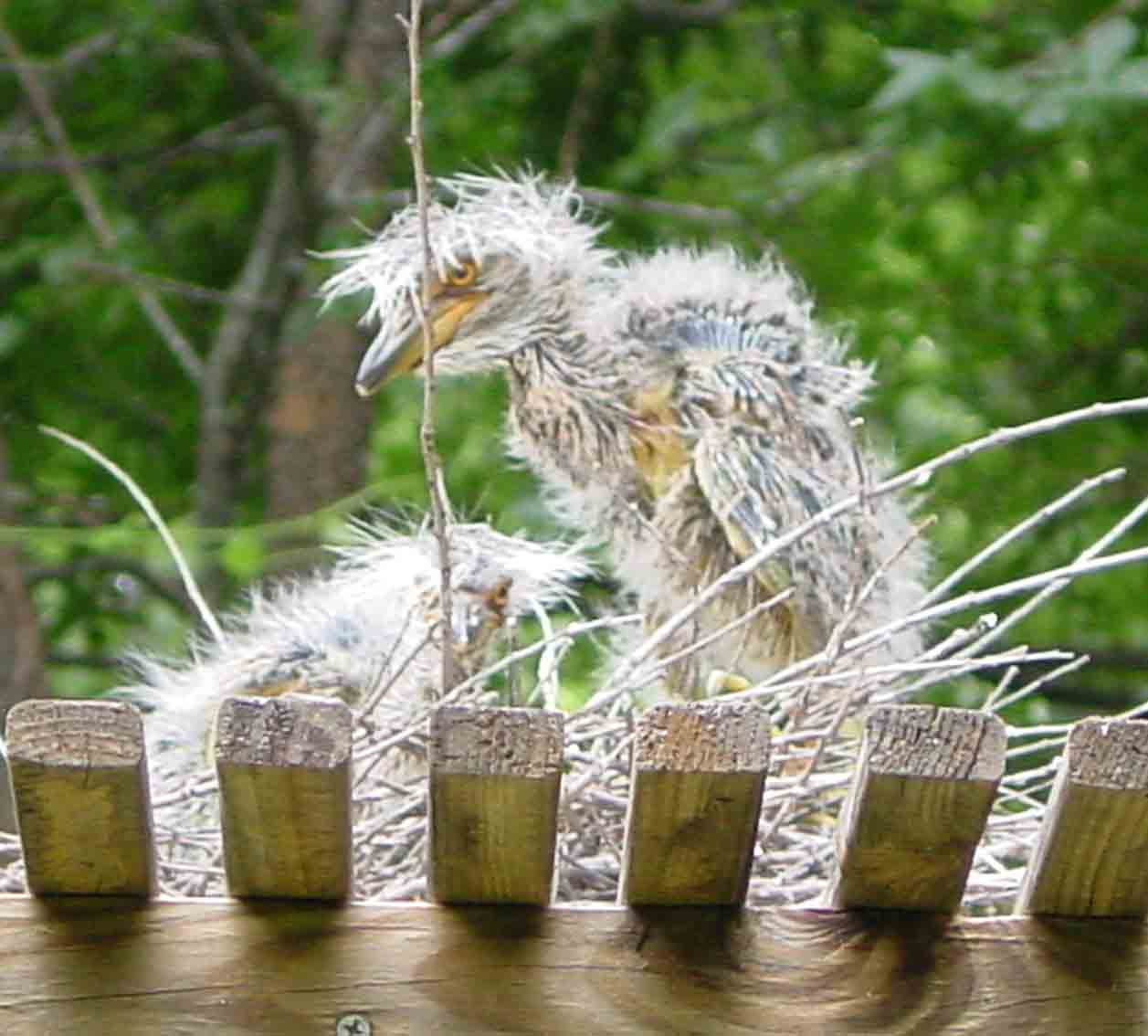
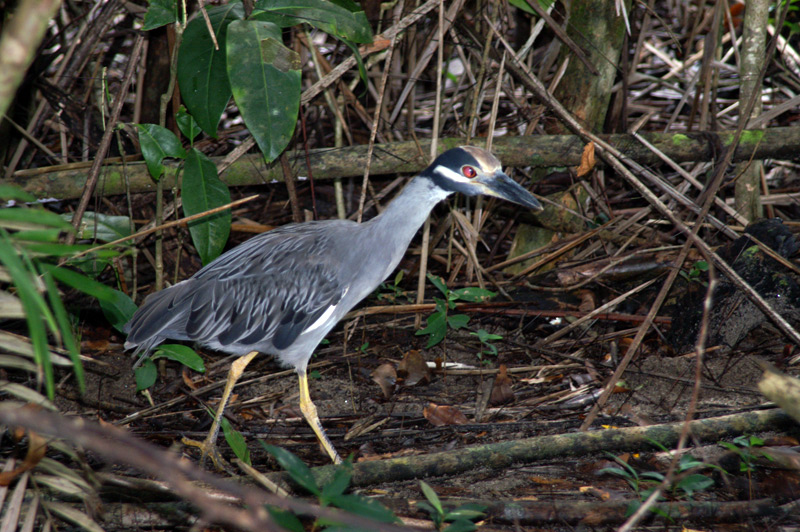
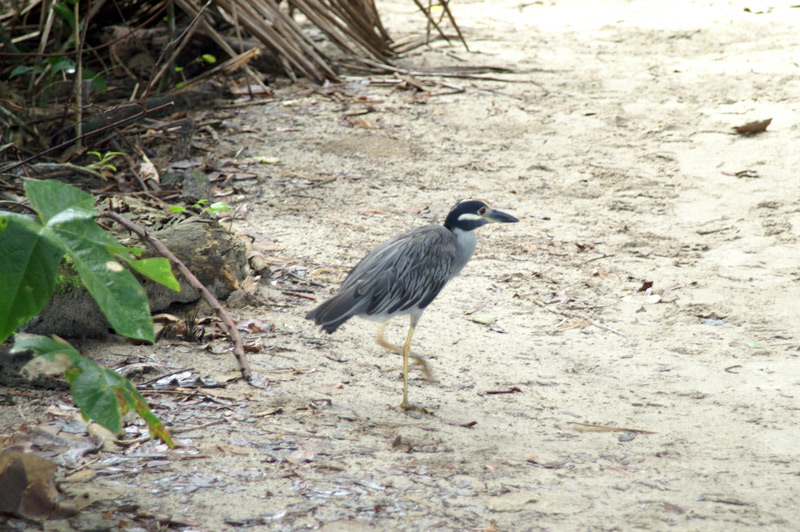
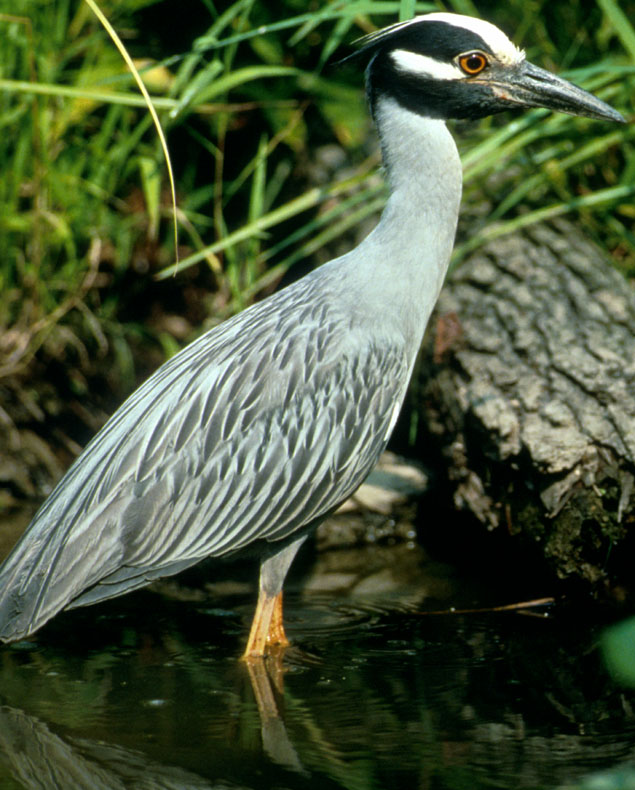
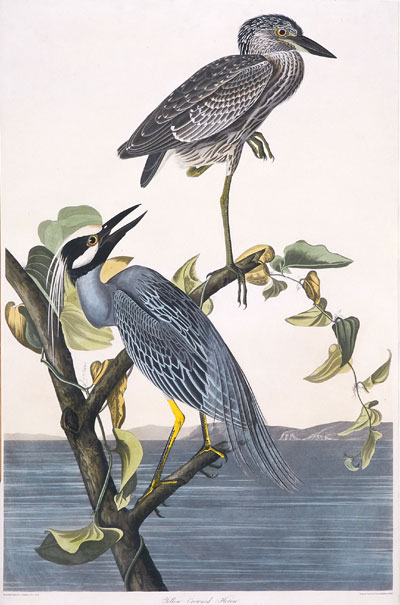

## Verspreiding en leefgebied
Er worden vijf ondersoorten onderscheiden:IOC:
- N. v. violacea: het midden en oosten van de Verenigde Staten, O-Mexico en O-Honduras
- N. v. bancrofti: W-Mexico, Isla Socorro I., West-Indië
- N. v. caliginis: Panama en W-Colombia tot in Peru
- N. v. cayennensis: Panama en NO-Colombia tot NO-Brazilië
- N. v. paupera: Galapagoseilanden

De vogels komen voor in draslanden met zowel zoet, zout of brakwater.

## Voedselverwerving
Op het menu van de geelkruinkwak staan vis, weekdieren, schaaldieren, kikkers en kleine reptielen. De jacht vindt zowel overdag als 's nachts plaats. Vaak staat hij bewegingsloos aan de waterkant wachtende op prooi; soms achtervolgt hij in 'slow-motion' onopvallend zijn prooi.

## Voortplanting
De geelkruinkwak is zowel een koloniale als solitaire broeder. Ze bouwen hun nesten op stevige takken in bomen en struiken welke in de meeste gevallen boven het water hangen. De nesten bestaan uit takjes, bladeren en veren. Het nest wordt door zowel het mannetje als vrouwtje gemaakt.
Het vrouwtje legt drie tot vijf lichtgroen/blauwe eieren. Ook het mannetje helpt met het uitbroeden van de eieren. De broedtijd bedraagt iets meer dan drie weken. De jongen worden eveneens door beide ouders gevoerd, waarna ze na ongeveer 25 dagen uitvliegen.

## Status
De  geelkruinkwak heeft een groot verspreidingsgebied en daardoor is de kans op de status  kwetsbaar (voor uitsterven) gering. De grootte van de populatie werd in 2009 geschat op 0,51 tot 3,6 miljoen individuen. De reiger gaat in aantal achteruit. Echter, het tempo ligt onder de 30% in tien jaar (minder dan 3,5% per jaar). Om deze redenen staat de geelkruinkwak als niet bedreigd op de Rode Lijst van de IUCN.